# 鴻英良
鴻 英良（おおとり ひでなが、1948年3月18日 - 2024年12月6日）は、日本の演劇批評家。演劇批評、ロシア芸術思想。

## 来歴
静岡県生まれ。東京工業大学理工学部卒。東京大学大学院修士課程ロシア文学専攻修了。以後、フリーで演劇批評を続ける。
ウォーカー・アート・センター・グローバル委員（ミネアポリス）、国際演劇祭ラオコオン芸術監督（ハンブルク）、舞台芸術研究センター副所長（京都）などを歴任。
2012年日本映画大学教授就任が予定されていたが、同大学が学内で政治的活動をしない旨の誓約書にサインさせようとしたため、拒否して就任しなかった。
2024年12月6日、虚血性心疾患のため死去。76歳没。

## 著書
- 『二十世紀劇場　歴史としての芸術と世界』朝日新聞社、1998

## 共著
- 『女?日本?美? 新たなジェンダー批評に向けて』、慶應義塾大学出版会、1999年、 ISBN 4766407288
- 『反響マシーン リチャード・フォアマンの世界』巻上公一共編 勁草書房 2000
- 『野田秀樹赤鬼の挑戦』野田秀樹共著 青土社 2006

## 翻訳
- 死の演劇 タデウシュ・カントール 松本小四郎共訳 PARCO出版 1983.10
- サクリファイス アンドレイ・タルコフスキー 河出書房新社 1987.5
- 映像のポエジア 刻印された時間 アンドレイ・タルコフスキー キネマ旬報社 1988.1
- 芸術家よ、くたばれ! タデウシュ・カントール 作品社 1990.3
- タルコフスキー日記 殉教録 佐々洋子共訳 キネマ旬報社 1991.7
- 現代アメリカ演劇 オルタナティヴ・シアターの探究 セオドア・シャンク 星野共、大島由紀夫共訳 勁草書房 1998.1
- KGB(秘)調書ヒトラー最期の真実 V.K.ヴィノグラードフ、Ya.F.ポゴーニイ、N.V.チェプツォフ 佐々洋子、貝澤哉共訳 光文社 2001.9
- イリヤ・カバコフ自伝 60年代-70年代、非公式の芸術 みすず書房 2007.10